# Ernest Boucquéau

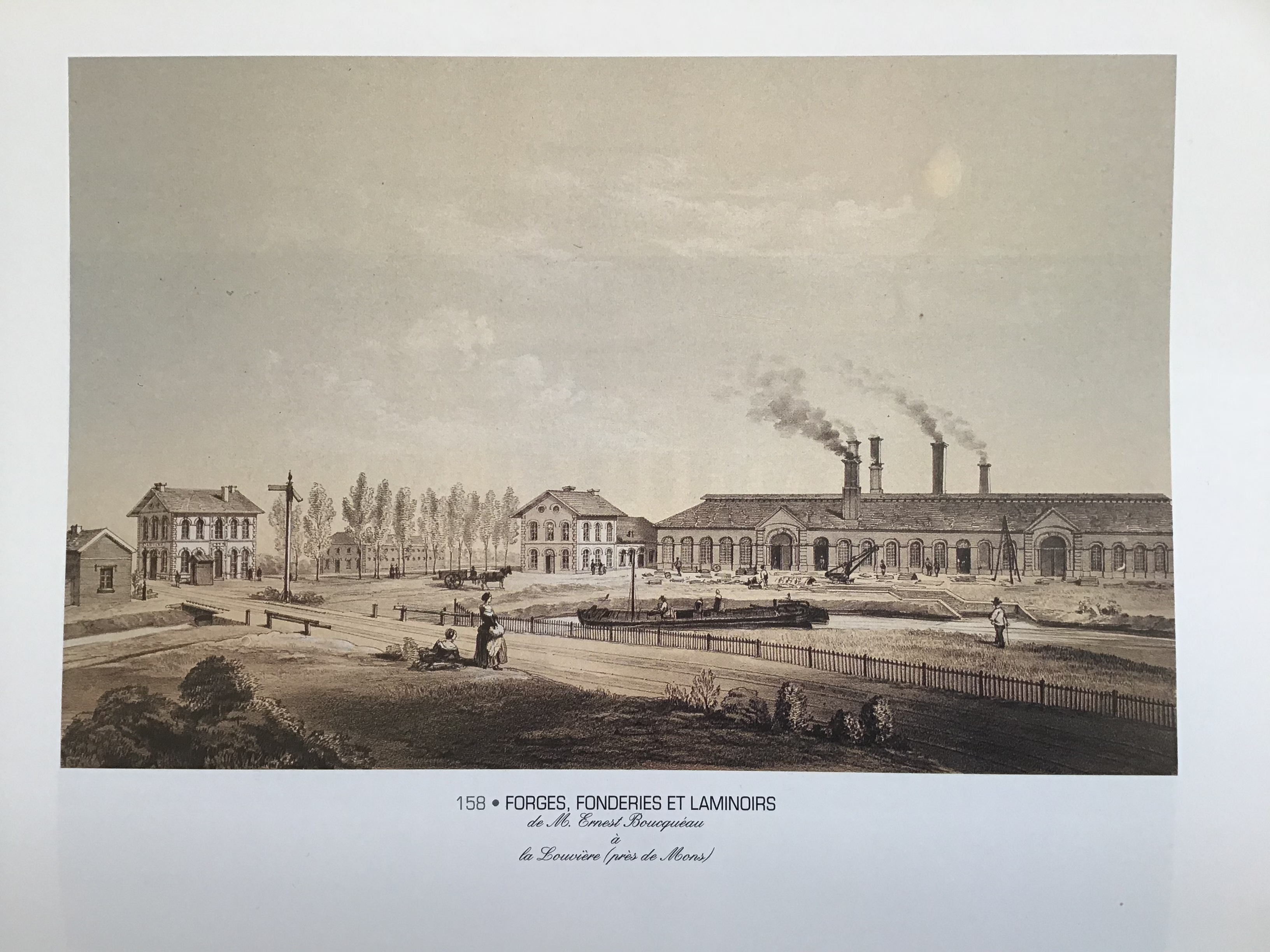
Forges, fonderies et laminoirs de M. Ernest Boucquéau (La Louvière), extrait de J. GERUZET, La Belgique industrielle, 1852.

Ernest Joseph Boucquéau , né à Houdeng-Gœgnies, le 7 juin 1821 et décédé à Saint-Josse-ten-Noode le 16 juillet 1880, fut un industriel et un homme politique belge francophone libéral.
Il est le fils de Grégoire Boucquéau, cultivateur, propriétaire à Houdeng-Goegnies et administrateur  de la Société du Charbonnage de Sars-Longchamps, et de Clotilde, fille de Paul Dervaux, propriétaire et maire de Lewarde (France) . Il reste célibataire.
Après l'obtention du grade de docteur en droit à l'ULB (1842) et avoir été cadre des charbonnages de La Louvière, la Paix et Saint-Vaast , il fonde dans ce dernier village les Forges, Fonderies et Laminoirs Ernest Boucquéau (1851) et prend en charge la construction du Chemin de fer de Braine-le-Comte à Gand— actuelles lignes 122 et 123 — par la fondation de la société anonyme Compagnie du chemin de fer de Braine-le-Comte à Gand.
Alors que les banques lui refusent de nouveaux crédit, il évite la faillite grâce à une collecte de fonds par le directeur de son entreprise, Gustave Boël. Pour le remercier, Boucquéau, décédé en 1880 sans avoir de descendance, décide d'en faire son légataire universel, ex aequo avec son comptable Marc Bertainchamps et  son frère Florian Boucquéau. Ces deux derniers étant toutefois décédé avant l'ouverture de la succession, Gustave Boël se retrouve seul légataire universel.
Ce-dernier se charge d'exécuter un legs destiné à la construction d'un hôpital civil destiné à "recueillir les hommes, femmes et enfants de la classe ouvrière, blessés ou malades, et particulièrement en temps d'épidémie". Cet hôpital ouvre ses portes le 13 mars 1892.
Ernest Boucquéau fut député pour l'arrondissement de Soignies de 1870 jusqu'à sa mort,.
Il a laissé son nom à une rue de La Louvière.